# بئر شلال (الرقة)
بئر شلال قرية سورية تتبع ناحية الجرنية في منطقة الثورة في محافظة الرقة. بلغ عدد سكانها 921 نسمة في عام 2004 حسب إحصاء المكتب المركزي للإحصاء.